# Festival di Sanremo 1993
Il quarantatreesimo Festival di Sanremo si svolse al teatro Ariston di Sanremo dal 23 al 27 febbraio 1993 con la conduzione di Pippo Baudo e Lorella Cuccarini.
Ad Alba Parietti, nell'edizione precedente al fianco di Baudo, viene affidata la conduzione del Dopofestival; questo suo declassamento a favore della Cuccarini, che in quell'annata era la sua diretta rivale televisiva (la Cuccarini infatti conduceva in quella stagione, con successo, Buona Domenica, mentre la Parietti era alla guida di una sfortunata edizione di Domenica in), non fu preso per niente bene dalla presentatrice torinese e tra le due ci furono aspri battibecchi e volarono "parole grosse" dietro le quinte, episodi spiacevoli ripresi poi dalle riviste di gossip.
I collegamenti dalle varie sedi Rai nelle quali erano dislocate le giurie Explorer vennero affidati a Paola Perego.
La competizione durò quattro serate (il 24 febbraio lo spettacolo non ebbe luogo per permettere la messa in onda su Rai Uno dell'incontro di calcio Portogallo-Italia, valevole per la qualificazione ai mondiali di calcio USA 94).
Il Festival fu trasmesso parallelamente su Radio Verde Rai.
Alcune controversie furono causate dal brano dell'esordiente Nek intitolato In te (il figlio che non vuoi), una canzone contro l'aborto che causò molte polemiche tra le femministe, che lo accusarono di essere un reazionario, e al contempo il plauso del mondo cattolico.
L'edizione fu vinta da Enrico Ruggeri con il brano Mistero per la sezione Campioni e da Laura Pausini con il brano La solitudine per la sezione Novità. Il brano di Ruggeri fu la prima canzone rock (e, fino alla vittoria dei Måneskin nel 2021, anche l'unica) a vincere la kermesse, mentre la Pausini, all'epoca diciottenne, sarebbe diventata da lì a poco una star mondiale.
Ad arrivare terze tra i Campioni furono Rossana Casale e Grazia Di Michele con Gli amori diversi, testo che secondo la stampa nascondeva un amore omosessuale.
Si classificarono soltanto al 14° posto le due attesissime sorelle Mia Martini e Loredana Bertè, con il loro brano Stiamo come stiamo; anni dopo, Baudo raccontò che Mia aveva accettato di partecipare alla kermesse sanremese solo per dare una mano a Loredana, che stava attraversando un momento difficile. Tra le due, inoltre, non ci fu feeling musicale: della canzone vennero preparate ben 19 versioni e le due artiste non si accordarono su quale eseguire, ed il risultato fu che sostanzialmente misero in scena due pezzi diversi. La Martini confidò al conduttore: «Si vede e si sente lontano un miglio che non andiamo d’accordo nemmeno sul piano musicale, di fatto io cantavo una canzone e lei un’altra completamente diversa, un duetto assurdo» e alla Bertè disse: «Senza di te sarei arrivata prima» e per molto tempo non le rivolse più la parola.
Anche in questa edizione le classifiche finali sia dei Campioni che delle Novità furono determinate dai voti delle giurie demoscopiche selezionate dalla Explorer.

I due conduttori dell'edizione, Lorella Cuccarini (a sinistra) e Pippo Baudo (a destra), con la vincitrice della sezione Novità, Laura Pausini

## Partecipanti

### Sezione Campioni
| Interprete                              | Ultime partecipazioni al Festival                       |
| --------------------------------------- | ------------------------------------------------------- |
| Alessandro Canino                       | 1992                                                    |
| Francesca Alotta                        | 1992                                                    |
| Peppino Gagliardi                       | 1973                                                    |
| Francesco Salvi                         | 1990                                                    |
| Loredana Bertè e Mia Martini            | 1991, 1992                                              |
| Maurizio Vandelli, Dik Dik e Camaleonti | 1971 (come membro dell'Equipe 84), 1971 e 1979          |
| Roberto Murolo                          | Esordiente                                              |
| Biagio Antonacci                        | 1988                                                    |
| Enrico Ruggeri                          | 1987                                                    |
| Mietta e Ragazzi di Via Meda            | 1991 e esordienti                                       |
| Schola Cantorum                         | 1986 (come Nova Schola Cantorum, tra le Nuove proposte) |
| Nino Buonocore                          | 1988                                                    |
| Matia Bazar                             | 1992                                                    |
| Renato Zero                             | 1991                                                    |
| Cristiano De André                      | 1985 (tra le Nuove proposte)                            |
| Jo Squillo                              | 1991                                                    |
| Milva                                   | 1990                                                    |
| Peppino di Capri                        | 1992                                                    |
| Amedeo Minghi                           | 1991                                                    |
| Ladri di Biciclette e Tony Esposito     | 1991, 1990                                              |
| Andrea Mingardi                         | 1992                                                    |
| Rossana Casale e Grazia Di Michele      | 1991                                                    |
| Tullio De Piscopo                       | 1989                                                    |
| Paola Turci                             | 1990                                                    |

### Sezione Novità
| Interprete                                           | Ultime partecipazioni al Festival |
| ---------------------------------------------------- | --------------------------------- |
| Angela Baraldi                                       | Esordiente                        |
| Antonella Bucci                                      | Esordiente                        |
| Bracco Di Graci                                      | 1992                              |
| Cliò                                                 | Esordiente                        |
| Erminio Sinni                                        | Esordiente                        |
| Fandango                                             | 1991                              |
| Gerardina Trovato                                    | Esordiente                        |
| Laura Pausini                                        | Esordiente                        |
| Leo Leandro                                          | Esordiente                        |
| Lorenzo Zecchino                                     | 1992                              |
| Luca Manca, Luca Virago, Emanuela e Gabriele Fersini | Esordienti                        |
| Marcello Pieri                                       | Esordiente                        |
| Marco Conidi                                         | 1991                              |
| Maria Grazia Impero                                  | Esordiente                        |
| Nek                                                  | Esordiente                        |
| Niné                                                 | Esordiente                        |
| Rosario Di Bella                                     | 1991                              |
| Tony Blescia                                         | Esordiente                        |

## Classifica, canzoni e cantanti

### Sezione Campioni
| Posizione | Interprete                              | Canzone                  | Autori                                                   | Voti ricevuti |
| --------- | --------------------------------------- | ------------------------ | -------------------------------------------------------- | ------------- |
| 1º        | Enrico Ruggeri                          | Mistero                  | E. Ruggeri                                               | 7.077         |
| 2º        | Cristiano De Andrè                      | Dietro la porta          | D. Fossati e C. De Andrè                                 | 7.019         |
| 3º        | Rossana Casale e Grazia Di Michele      | Gli amori diversi        | R. Casale, G. Restelli e G. Di Michele                   | 6.862         |
| 4º        | Matia Bazar                             | Dedicato a te            | L. Valente, M. Bassi, S. Cossu, A. Stellita e C. Marrale | 6.782         |
| 5º        | Renato Zero                             | Ave Maria                | R. Fiacchini e R. Serio                                  | 6.773         |
| 6º        | Mietta e Ragazzi di Via Meda            | Figli di chi             | D. Miglietta, A. De Sanctis, G. Isgrò e F. Neviani       | 6.770         |
| 7º        | Paola Turci                             | Stato di calma apparente | P. Turci e G. Chiocchio                                  | 6.693         |
| 8º        | Biagio Antonacci                        | Non so più a chi credere | B. Antonacci                                             | 6.554         |
| 9º        | Amedeo Minghi                           | Notte bella, magnifica   | A. Minghi                                                | 6.209         |
| 10º       | Francesca Alotta                        | Un anno di noi           | G. Bigazzi, M. Falagiani e G. Dati                       | 6.161         |
| 11º       | Andrea Mingardi                         | Sogno                    | A. Mingardi                                              | 6.143         |
| 12º       | Roberto Murolo                          | L'Italia è bella         | C. Faiello                                               | 5.981         |
| 13º       | Tullio De Piscopo                       | Qui gatta ci cova        | M. Capuano, G. Capuano e T. De Piscopo                   | 5.486         |
| 14º       | Loredana Bertè e Mia Martini            | Stiamo come stiamo       | M. Piccoli e L. Bertè                                    | 5.463         |
| 15º       | Nino Buonocore                          | Una canzone d'amore      | M. De Vitis e N. Buonocore                               | 4.759         |
| NF        | Jo Squillo                              | Balla italiano           | G. Coletti                                               |               |
| NF        | Ladri di Biciclette e Tony Esposito     | Cambiamo musica          | A. Esposito, E. Prandi, G. Verdelli e G. Di Franco       |               |
| NF        | Maurizio Vandelli, Dik Dik e Camaleonti | Come passa il tempo      | G. Bigazzi, R. Del Turco e G. Dati                       |               |
| NF        | Francesco Salvi                         | Dammi 1 bacio            | F. Salvi, M. Natale e R. Turatti                         |               |
| NF        | Peppino Gagliardi                       | L'alba                   | S. Cirillo e P. Gagliardi                                |               |
| NF        | Peppino di Capri                        | La voce delle stelle     | G. Faiella, M. Di Francia e F. Berlincioni               |               |
| NF        | Schola Cantorum                         | Sulla strada del mare    | A. De Sanctis e A. Cheli                                 |               |
| NF        | Alessandro Canino                       | Tu tu tu tu              | G. Bigazzi, P. Hollesch, A. Baldinotti e G. Dati         |               |
| NF        | Milva                                   | Uomini addosso           | C. F. Facchinetti e V. Negrini                           |               |

### Sezione Novità
| Posizione | Interprete                                           | Canzone                        | Autori                                     | Voti ricevuti |
| --------- | ---------------------------------------------------- | ------------------------------ | ------------------------------------------ | ------------- |
| 1º        | Laura Pausini                                        | La solitudine                  | P. Cremonesi, A. Valsiglio e F. Cavalli    | 7.464         |
| 2º        | Gerardina Trovato                                    | Ma non ho più la mia città     | G. Trovato, D. Milani e M. Malavasi        | 7.209         |
| 3º        | Nek                                                  | In te (il figlio che non vuoi) | F. Neviani, A. De Sanctis e G. Isgrò       | 5.952         |
| 4º        | Bracco Di Graci                                      | Guardia o ladro                | D. Di Graci                                | 5.890         |
| 5º        | Erminio Sinni                                        | L'amore vero                   | E. Sinni e R. Cocciante                    | 5.876         |
| 6º        | Rosario Di Bella                                     | Non volevo                     | R. Di Bella                                | 5.860         |
| 7º        | Marco Conidi                                         | Non è tardi                    | M. Conidi e M. Mastrangeli                 | 5.648         |
| 8º        | Fandango                                             | Non ci prenderanno mai         | L. Fiori e R. Lanzo                        | 5.007         |
| 9º        | Tony Blescia                                         | Quello che non siamo           | A. Blescia                                 | 4.679         |
| NF        | Angela Baraldi                                       | A piedi nudi                   | A. Baraldi, M. Bertoni e E. Serotti        |               |
| NF        | Leo Leandro                                          | Caramella                      | S. Jovine e L. D'Angelo                    |               |
| NF        | Luca Manca, Luca Virago, Emanuela e Gabriele Fersini | Ci vuole molto coraggio        | A. Salerno e M. Fabrizio                   |               |
| NF        | Niné                                                 | Femmene                        | G. Guido, M. Bonsanto, S. Pulga e M. Preti |               |
| NF        | Marcello Pieri                                       | Femmina                        | M. Pieri                                   |               |
| NF        | Lorenzo Zecchino                                     | Finché vivrò                   | L. Zecchino                                |               |
| NF        | Antonella Bucci                                      | Il mare delle nuvole           | E. Ramazzotti e A. Cogliati                |               |
| NF        | Cliò                                                 | Non dire mai                   | E. Palumbo e V. Magelli                    |               |
| NF        | Maria Grazia Impero                                  | Tu con la mia amica            | E. Riccardi                                |               |

## Regolamento
Un'interpretazione per brano.
1ª serata: 8 Campioni (5 in finale) + 6 Novità (3 in finale)
2ª serata: 8 Campioni (5 in finale) + 6 Novità (3 in finale)
3ª serata: 8 Campioni (5 in finale) + 6 Novità (3 in finale)
4ª serata: 15 Campioni + 9 Novità

## Ascolti
Risultati di ascolto delle varie serate, secondo rilevazioni Auditel.
| Data             | Orario      | Telespettatori | Share  |
| ---------------- | ----------- | -------------- | ------ |
| 23 febbraio 1993 | 20.44-23.16 | 14.736.000     | 54,42% |
| 25 febbraio 1993 | 20.49-23.17 | 13.998.000     | 49,85% |
| 26 febbraio 1993 | 20.43-23.14 | 14.427.000     | 51,01% |
| 27 febbraio 1993 | 20.30-00.26 | 16.786.000     | 69,17% |

## Orchestra
L'orchestra fu diretta dai maestri: 
- Maurizio Bassi per Matia Bazar e Antonella Bucci
- Vittorio Cosma per Enrico Ruggeri
- Leonardo De Amicis per Erminio Sinni
- Lucio Fabbri per Cristiano De Andrè, Grazia Di Michele e Rossana Casale
- Maurizio Fabrizio per Luca Manca, Luca Virago, Emanuela e Gabriele Fersini
- Marco Falagiani per Francesca Alotta, Maurizio Vandelli, Dik Dik e Camaleonti, Alessandro Canino
- Fabio Frizzi per Peppino Gagliardi
- Riccardo Galardini per Fandango
- Mario Natale per Jo Squillo e Francesco Salvi
- Adriano Pennino per Paola Turci e Tony Blescia
- Stefano Pulga per Marcello Pieri e Niné
- Paolo Raffone per Roberto Murolo
- David Sabiu per Gerardina Trovato
- Renato Serio per Renato Zero
- Claudio Simonetti per Cliò
- Vince Tempera per Andrea Mingardi, Tullio De Piscopo, Nino Buonocore, Ladri di Biciclette e Tony Esposito, Rosario Di Bella, Marco Conidi, Maria Grazia Impero, Lorenzo Zecchino e Leo Leandro
- Maurizio Tirelli per Laura Pausini
- Peppe Vessicchio per Biagio Antonacci, Peppino di Capri, Bracco Di Graci e Angela Baraldi
- Geoff Westley per Mietta e Ragazzi di Via Meda
- Mario Zannini Quirini per Amedeo Minghi e Schola Cantorum
- Fio Zanotti per Loredana Bertè e Mia Martini, Milva e Nek

## Esclusi
Alla commissione selezionatrice erano pervenute 60 richieste di partecipazione alla sezione "Campioni" e 146 di ammissione alla sezione "Novità". Il 19 gennaio 1993, ovvero tre giorni prima della comunicazione ufficiale del cast definitivo, la commissione aveva reso noto l'elenco dei 36 "Campioni" e delle 32 "Novità" da cui sarebbero scaturiti i nomi dei prescelti. Questi i 12 artisti che non superarono l'ultima selezione per accedere fra i "Campioni": Gianni Bella e Fiorella Pierobon (I Veri Tesori), Paolo Belli (Una Grande Anima), Alessandro Bono (Si cambia), Maria Carta (Le Memorie Della Musica), Sergio Endrigo (Fare Festa), Irene Fargo (Non Sei Così), Formula 3 (Un Amore Nato Male), Ivan Graziani (Blem Blem Blem Blem), Pietra Montecorvino (Nord E Sud), Alberto Radius (Interludio), Bobby Solo (Mani Pulite), Gianni Togni (Centomila Volte). Fra gli altri cantanti che avevano avanzato domanda di ammissione: Mino Reitano e Gianni Ippoliti (il cui brano Papà fece comunque da sigla al DopoFestival, al quale prendevano parte i due interpreti), Al Bano e Romina Power (Il mondo degli angeli), Marcella Bella e Remo Girone (Io Credo), Fiordaliso e Riccardo Fogli (con un brano scritto da Roby Facchinetti), Renato Carosone e Raoul Casadei, Milly Carlucci, oltre a Fabrizio Frizzi (che aveva ritirato in extremis la sua candidatura). Per quanto riguarda le "Novità", nell'elenco figuravano Tony Blescia e Maria Grazia Impero, che erano comunque ammessi di diritto al Festival in quanto vincitori dell'edizione più recente, rispettivamente, del Festival di Castrocaro e di Sanremo Famosi, al pari di Luca Manca, che il 7 febbraio seguente si impose nel concorso allestito all'interno di Domenica in e chiese di condividere il palco di Sanremo con gli altri tre finalisti. Fra i preselezionati di tale sezione figuravano Sergio Cammariere e Roberto Kunstler, i Baraonna, Carlo Faiello, Dionira (già presente nel 1985 col nome reale Antonella Ruggero).

## Premi
- Premio della Critica sezione Campioni: Cristiano De André con Dietro la porta
- Premio della Critica sezione Novità: Angela Baraldi con A piedi nudi

## DopoFestival
Il DopoFestival fu condotto da Alba Parietti con Giancarlo Magalli, Roberto D'Agostino, Marta Marzotto e la supervisione di Pippo Baudo.

## Ospiti cantanti
Questi gli ospiti che si sono esibiti nel corso delle quattro serate di questa edizione del Festival di Sanremo:
- Rod Stewart
- Diana Ross

## Organizzazione e direzione artistica
Organizzazione Artistica Internazionale (OAI) di Adriano Aragozzini, Carlo Bixio e Marco Ravera

## Piazzamenti in classifica dei singoli
| Artista                                 | Singolo                  | Italia (Massima posizione raggiunta) | Italia (Posizione annuale) |
| --------------------------------------- | ------------------------ | ------------------------------------ | -------------------------- |
| Laura Pausini                           | La solitudine            | 1                                    | 15                         |
| Renato Zero                             | Ave Maria                | 1                                    | 55                         |
| Maurizio Vandelli, Dik Dik & Camaleonti | Come passa il tempo      | 3                                    | 43                         |
| Enrico Ruggeri                          | Mistero                  | 1                                    | 48                         |
| Francesca Alotta                        | Un anno di noi           | 5                                    | 85                         |
| Rossana Casale e Grazia Di Michele      | Gli amori diversi        | 6                                    | -                          |
| Biagio Antonacci                        | Non so più a chi credere | 6                                    | -                          |
| Cristiano De André                      | Dietro la porta          | 12                                   | 96                         |
| Paola Turci                             | Stato di calma apparente | 25                                   | -                          |

- N.B.: Per visualizzare la tabella ordinata secondo la posizione in classifica, cliccare sul simbolo accanto a "Massima posizione raggiunta" o a "Posizione annuale".

## Compilation
- SuperSanremo 93
- Sanremo Festival 93